# 圆谷幸吉
圆谷幸吉（日语：／ Tsuburaya Kōkichi，1940年5月13日—1968年1月9日），日本男子田径运动员。他曾代表日本参加1964年夏季奥林匹克运动会田径比赛，获得男子马拉松铜牌。他于1968年自杀身亡。